# Grzegorz Janik (profesor)
Grzegorz Paweł Janik (ur. 1963, zm. 30 września 2021) – polski specjalista w zakresie kształtowania środowiska, prof. dr hab. inż.

## Życiorys
W 1989 ukończył studia budownictwa lądowego w Politechnice Wrocławskiej, 9 lutego 1999 obronił pracę doktorską Modelowanie układów automatycznej regulacji zwierciadła wody gruntowej, 20 stycznia 2010 habilitował się na podstawie pracy zatytułowanej Technika TDR w modelowaniu ruchu wody glebowej. 22 października 2020 nadano mu tytuł profesora w zakresie nauk inżynieryjno-technicznych.
Został zatrudniony na stanowisku profesora w Instytucie Kształtowania i Ochrony Środowiska na Wydziale Inżynierii Kształtowania Środowiska i Geodezji Uniwersytetu Przyrodniczego we Wrocławiu.
Zmarł 30 września 2021.